# Gare de Kii-Katsuura
La gare de Kii-Katsuura (紀伊勝浦駅, Kii-Katsuura-eki) est une gare ferroviaire du bourg de Nachikatsuura, dans la préfecture de Wakayama au Japon. La gare est exploitée par la compagnie JR West.

## Situation ferroviaire
La gare de Kii-Katsuura est située au point kilométrique (PK) 195,1 de la ligne principale Kisei (appelée sur ce tronçon ligne Kinokuni).

## Histoire
La gare a été inaugurée le 4 décembre 1912 sous le nom de gare de Katsuura. Elle prend son nom actuel en 1934.

## Service des voyageurs

### Accueil
La gare dispose d'un bâtiment voyageurs, avec guichets, ouvert tous les jours.

### Desserte
- Ligne Kinokuni :
  - voie 1 : direction Shingū, Kumanoshi et Nagoya
  - voie 2 : direction Wakayama et Shin-Osaka
  - voie 3 : direction Shingū